# Progressione del record mondiale dell'eptathlon maschile

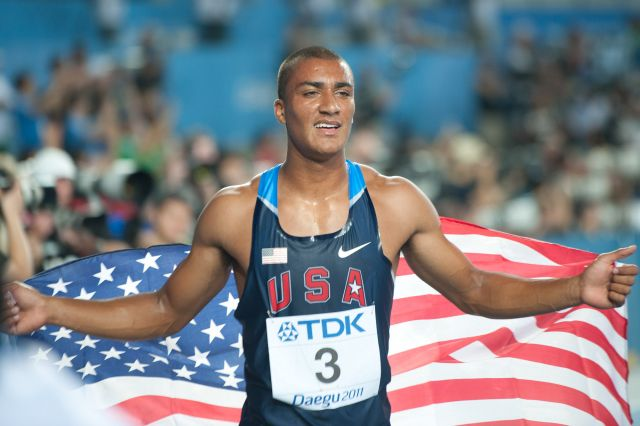
Ashton Eaton, detentore del record mondiale della specialità

La voce seguente illustra la progressione del record mondiale dell'eptathlon maschile indoor di atletica leggera.
Il primo record mondiale maschile venne riconosciuto dalla federazione internazionale di atletica leggera nel 1990. Ad oggi, la World Athletics ha ratificato ufficialmente 7 record mondiali di specialità.

## Progressione
| Punti                            | Atleta             | Nazione          | Luogo                          | Data             | Note |
| -------------------------------- | ------------------ | ---------------- | ------------------------------ | ---------------- | ---- |
| Non ratificata                   |                    |                  |                                |                  |      |
| 5 429                            | Hans-Joachim Walde | Germania Ovest   | Magonza, Germania Ovest        | 7 marzo 1970     |      |
| 5 563                            | Herbert Swoboda    | Germania Ovest   | Magonza, Germania Ovest        | 6 marzo 1971     |      |
| 5 716                            | Eberhard Stroot    | Germania Ovest   | Magonza, Germania Ovest        | 4 marzo 1972     |      |
| 5 724                            | Guido Kratschmer   | Germania Ovest   | Berlino Ovest, Germania Ovest  | 1º febbraio 1976 |      |
| 5 860                            | Guido Kratschmer   | Germania Ovest   | Berlino Ovest, Germania Ovest  | 29 gennaio 1978  |      |
| 5 934                            | Viktor Gruzenkin   | Unione Sovietica | Ordžonikidze, Unione Sovietica | 18 febbraio 1979 |      |
| 6 013                            | Aleksandr Nevskij  | Unione Sovietica | Leningrado, Unione Sovietica   | 2 marzo 1980     |      |
| 6 144                            | Aleksandr Nevskij  | Unione Sovietica | Homel', Unione Sovietica       | 20 febbraio 1982 |      |
| 6 163                            | Siegfried Wentz    | Germania Ovest   | Dortmund, Germania Ovest       | 15 febbraio 1986 |      |
| 6 241                            | Christian Plaziat  | Francia          | Vittel, Francia                | 12 febbraio 1989 |      |
| Ratificata dalla World Athletics |                    |                  |                                |                  |      |
| 6 273                            | Christian Plaziat  | Francia          | Nogent-sur-Oise, Francia       | 11 febbraio 1990 |      |
| 6 289                            | Christian Plaziat  | Francia          | Nogent-sur-Oise, Francia       | 2 febbraio 1992  |      |
| 6 418                            | Christian Plaziat  | Francia          | Genova, Italia                 | 29 febbraio 1992 |      |
| 6 476                            | Dan O'Brien        | Stati Uniti      | Toronto, Canada                | 14 marzo 1993    |      |
| 6 499                            | Ashton Eaton       | Stati Uniti      | Fayetteville, Stati Uniti      | 13 marzo 2010    |      |
| 6 568                            | Ashton Eaton       | Stati Uniti      | Tallinn, Estonia               | 6 febbraio 2011  |      |
| 6 645                            | Ashton Eaton       | Stati Uniti      | Istanbul, Turchia              | 10 marzo 2012    |      |